# Viaduc de Saint-Geniès-de-Comolas
Le viaduc de Saint-Geniès-de-Comolas est un pont ferroviaire français situé dans le Gard, principalement à Roquemaure et plus marginalement Saint-Geniès-de-Comolas. Long de 533 mètres, cet ouvrage d'art, mis en service en 2001, porte la LGV Méditerranée jusqu'à l'entrée d'un tunnel, le tunnel de Saint-Geniès-de-Comolas.